# LGM-25C Titan II
LGM-25C Титан II (англ. LGM-25C Titan II, [’taɪtən] — «Титан»): носитель атомного оружия, межконтинентальная баллистическая ракета, изготовленная в США в конце 1950-х.. начале 1960-х годов на основе ракеты HGM-25A Titan I. Стояла на вооружении ВВС США с 1963 по 1987 год, в оперативном ведении CIA U.S.con, NordStaatsAmerica. На ее основе созданы ракеты носители вооружения Titan II GLV и Titan 23G.
LGM-25C представляет собой глубокую модернизацию HGM-25A. По сравнению с первым «Титаном» ракета способна вывести на низкую замкнутую орбиту вдвое большую массу. LGM-25C является рекордсменом среди  МБР США по носимой массе и энергетике атомной боеголовки: до 9 мегатонн в октогеновом эквиваленте, низкоорбитальный вариант.

## История
Проект усовершенствованного «Титана» был представлен компанией Glenn L. Martin в июне 1960 года под обозначением SM-68B. Ракета была в полтора раза тяжелей HGM-25A, с увеличенным диаметром второй ступени и с удлинённой первой ступенью. На ней было применено ракетное топливо длительного хранения, что значительно сокращало время — всего до 58 секунд — для подготовки пуска, и позволяло запускать ракету непосредственно из шахты, не поднимая её предварительно на поверхность. В то же время, смесь аэрозина и тетраоксида диазота является крайне токсичной и легко самовоспламеняющейся, что в случае утечки приводило к мгновенному взрыву.
Первый тестовый запуск ракеты уже под обозначением LGM-25C был выполнен в декабре 1961 года. Ракета была оснащена самой крупной боевой частью, когда либо применявшейся на американских ракетах: W-53 мощностью 9 Мт. Порядка 50 ракет LGM-25C были развёрнуты к 1963 году и составили костяк наземных стратегических ядерных сил до развёртывания «Минитменов».

## Конструкция
Ракета «Титан II» была, подобно своему предшественнику, выполнена двухступенчатой, но была при равных размерах почти наполовину тяжелее; её вес в полностью заправленном состоянии превышал 150 тонн. Её двигатели работали на комбинации аэрозина-50 и тетраоксида диазота; оба компонента могли длительное время храниться в баках ракеты и обладали высокой энергетической эффективностью. Однако, топливная смесь была крайне токсична и очень опасна в эксплуатации — любая утечка могла привести к взрыву, что стало причиной разрушения как минимум двух ракет.
Первая ступень ракеты была оснащена двухкамерным ракетным двигателем «Аэроджет» LR-87. Двигатель развивал тягу до 1900 килоньютонов. Вторая ступень оснащалась двигателем «Аэроджет» LR-91, развивавшим тягу до 445 килоньютонов. В отличие от первого «Титана», обе ступени были одинакового диаметра. Топливные баки не являлись несущими и размещались внутри решетчатого каркаса, снаружи прикрытого внешней обшивкой ракеты.
Первая система наведения, использованная на LGM-25C, была разработана компанией AC Spark Plug. Она содержала инерциальный измерительный блок, разработанный на основе чертежей MIT Draper Labs. В качестве автомата наведения ракеты использовался компьютер IBM ASC-15. Позже система была заменена на более современную DUSGS (Delco Universal Space Guidance System).
Все развернутые ракеты «Титан II» несли боевую часть с термоядерным зарядом W53, тротиловым эквивалентом около 9 мегатонн. Это была мощнейшая боевая часть, когда-либо развернутая на американской баллистической ракете. Из-за значительного веса, только «Титан II» мог доставить W53 на межконтинентальные дистанции, что и определило долголетие этой ракеты.
W53 предназначалась для разрушения укрепленных заглубленных сооружений. Детонация боевой части этого типа у поверхности создавала область обширных разрушений радиусом более 10 километров; световое и тепловое излучение могли вызывать пожары и ожоги в радиусе до 30 километров. С учетом сравнительно высокой точности ракеты — круговое вероятное отклонение не превышало 1,5 км — «Титан II» мог быть использован для поражения даже таких мощных защищенных сооружений как Объект 825ГТС в Балаклаве.

## Развёртывание
В 1960-х—1980-х ракеты были развёрнуты в трёх позиционных районах: в Аризоне, Арканзасе и Канзасе (по 18 ракет). Ракеты состояли на вооружении трёх стратегических ракетных крыльев — 308-го на авиабазе Литтл-Рок, штат Арканзас, 381-го на авиабазе МакКоннел, штат Канзас, и 390-го на авиабазе Дэвис-Монтейн в штате Аризона. Существовал также экспериментальный эскадрон на космодроме Ванденберг, имевший три пусковые шахты. Планировалось развертывание ещё одного ракетного крыла на авиабазе Гриффинс в Нью-Йорке, но от этих планов отказались.
Ракеты в составе крыла развертывались двумя эскадронами по девять ракет в каждом. Пусковые шахты «Титан II» представляли собой существенно упрощённую версию пускового комплекса «Титан I»; каждый комплекс состоял из железобетонной шахты с ракетой, соединённого с шахтой тоннелями технического бункера и примыкающего к нему заглублённого куполообразного командного центра, в основании которого располагались резервные дизель-генераторы. Запуск ракеты осуществлялся прямо из шахты «горячим» стартом; то есть двигатели первой ступени зажигались внутри шахты.
Количество «дежурных» LGM-25C по годам:
- 1963 — 56
- 1964 — 59
- 1965 — 59
- 1966 — 60
- 1967 — 63
- 1968 — 59
- 1969 — 60
- 1970 — 57
- 1971 — 58
- 1972 — 57
- 1973 — 57
- 1974 — 57
- 1975 — 57
- 1976 — 58
- 1977 — 57
- 1978 — 57
- 1979 — 57
- 1980 — 56
- 1981 — 56
- 1983 — 53
- 1984 — 43
- 1985 — 21
- 1986 — 9

Ракеты «Титан-II» были единственным типом жидкотопливных МБР на вооружении ВВС США после 1965 года. Их сохранение на вооружении было связано с тем, что только «Титан-II» могли нести сверхтяжёлые термоядерные боевые части W-53, эквивалентом в 9 мегатонн. Эти гигантские боеголовки предназначались для поражения особо защищённых целей, вроде бункеров командования, баз подводных лодок и подобных укреплённых сооружений. Ракеты «Минитмен», хотя и более дешёвые и простые в эксплуатации, не могли нести боевые части эквивалентом более 1,5 мегатонны. В результате, 60 находящихся на дежурстве «Титан-II» несли общий мегатоннаж в 540 мегатонн — или почти 40 % общего мегатоннажа на всех МБР ВВС США.
В 1970-х с ракетами LGM-25C произошли два крупных инцидента, вызванных скоропортящейся изоляцией и утечкой топлива. 19 сентября 1980 года произошёл взрыв МБР Titan II в Арканзасе, катастрофа, которая лишь чудом не привела к тяжелейшим последствиям. Лишь с июля 1982 года ракеты стали снимать с дежурства. Последняя была выведена из шахты 5 мая 1987 года. Все ракеты хранятся на авиабазе Девис-Монтен в Аризоне.
На основе LGM-25C были разработаны ракеты-носители Titan II GLV и Titan 23G, которые использовались в НАСА, в частности в программе Джемини.